# Conséquences de la pandémie de Covid-19 sur l'éducation au Québec
Pour des articles plus généraux, voir Conséquences de la pandémie de Covid-19 et Pandémie de Covid-19 au Québec.
Les conséquences de la pandémie de Covid-19 sur l'éducation au Québec ont été profondes et durables. Les écoles et les universités ont dû fermer leurs portes en mars 2020, et les cours ont été dispensés à distance pendant plusieurs mois. Cette situation a eu des répercussions sur la continuité pédagogique, l'équité d'accès à l'enseignement, la réussite scolaire, la santé mentale des étudiants, et les relations entre les élèves, les enseignants et les parents. Le gouvernement a mis en place des mesures pour atténuer les effets négatifs de la crise, mais la reprise des activités en présentiel reste incertaine et sujette à des changements fréquents.

## Enseignement primaire et secondaire

### Année scolaire 2019-2020

#### Printemps
Le site web Alloprof, spécialisé dans l'aide aux devoirs connaît une importante augmentation de ses services, notamment pour appuyer les demandes d'enseignement à la maison.

### Année scolaire 2020-2021

#### Mesures pour l'automne

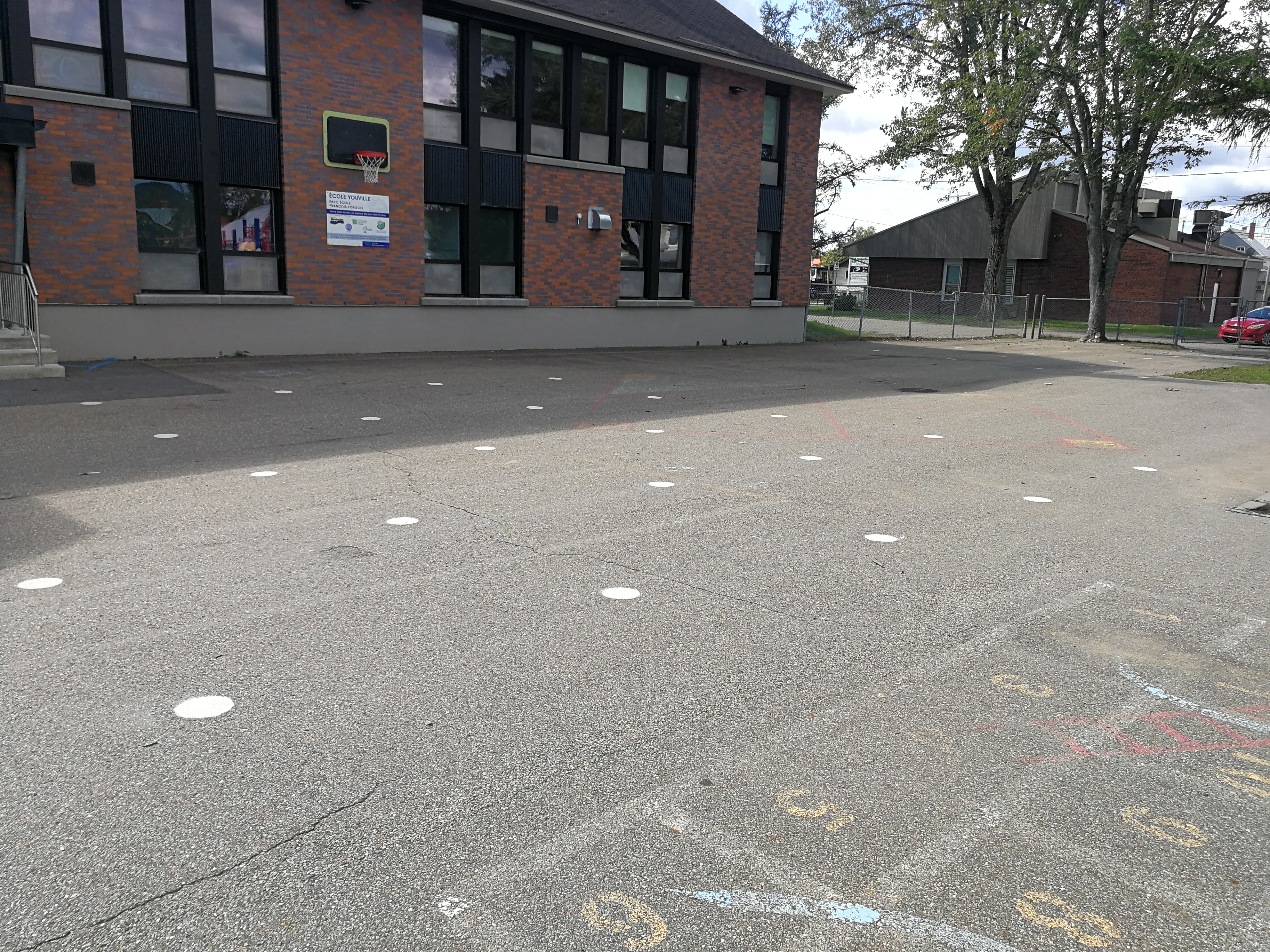
Cour de l'école Saint-Cœur-de-Marie à Saint-Damien, où l'on distingue les points au sol à 2 mètres de distance les uns des autres

Basé sur l'expérience de la réouverture des écoles primaires hors de la région de Montréal à la fin de l'année scolaire 2019-2020, le ministère de l'Éducation donne, le 16 juin 2020, les grandes lignes de la rentrée scolaire automnale. Selon ce plan, les élèves de 16 ans et moins pourront s'approcher à un mètre de distance, au lieu de 2 mètres pour les plus vieux. Des « bulles » de quatre, cinq ou six élèves seront mises en place à l'intérieur des locaux, comme il a été fait ailleurs dans beaucoup de pays , une disposition qui étonne les syndicats d'enseignement. À l'intérieur de cette bulle, les contacts de moins d’un mètre seront permis entre les élèves, mais la distance sera toujours de 2 mètres au minimum avec les adultes, avec des exceptions possibles pour les élèves du préscolaire. La présence des élèves de 6 à 16 ans sera requise à l'école. Il pourra y avoir des dispositions d'enseignement à distance, à temps partiel, pour les élèves de quatrième et cinquième secondaire, de même que ceux ayant des conditions médicales particulières. 
Des parents tentent de forcer le gouvernement à offrir des cours en ligne, peu importe leur état de santé. Un juge de la Cour supérieure du Québec a indiqué en septembre 2020 que la preuve ne justifie pas une mesure d'urgence. La Cour supérieur examine par la suite la demande des parents, qui invoquent l'article 7 de la Charte canadienne des droits et libertés protégeant le droit à la vie et à la sécurité, et la rejette en février 2021, indiquant que « le gouvernement assure le respect de la mission de l’école ».
Les élèves resteront dans la même classe, ce sont les professeurs qui se déplaceront ,,. Cette dernière mesure a un impact sur la disponibilité de certains programmes dans les écoles secondaires.

##### Mise à jour des mesures
L'annonce des mesures en juin suscite de nombreuses questions et du mécontentement ,. Le 9 août 2020, à la veille d'une mise à jour du ministre de l'Éducation Jean-François Roberge, les acteurs du milieu de l'éducation adressent une série de questions au ministre, notamment sur le port obligatoire du masque à l'intérieur des écoles . Le 10 août, lors du point de presse quotidien du gouvernement du Québec, le ministre Roberge fait une mise à jour sur les mesures qui seront en place pour la rentrée scolaire 2020 ,. 
Le concept de bulle de quelques élèves évoqué en juin est abandonné; les élèves resteront dans leur classe, qui est baptisée « groupe-classe ». La rentrée scolaire se fera dans les écoles pour tous les niveaux, du préscolaire au secondaire. Le port du couvre-visage sera obligatoire à partir de la cinquième année du primaire, de même que pour tout le personnel scolaire. Le masque sera obligatoire dans les espaces communs et le transport scolaire, mais pas en classe .
Tout élève qui présente un symptôme de Covid-19 sera mis en isolement, jusqu'à ce que les parents ou un tuteur viennent le chercher. Il devra ensuite contacter la sécurité publique par téléphone pour connaître la marche à suivre . 
Un élève forcé de rester à la maison aura droit à un suivi à distance et, afin de combattre la fracture numérique, sera doté d'un accès à un ordinateur ou une tablette branchée sur internet, au besoin. Le gouvernement du Québec avait d'ailleurs commandé pour plus de 150 millions de matériels informatiques à cet effet en juin 2020, pour plus de 200 000 appareils , auxquels s'ajoutent 30 000 appareils commandés en août . En cas d'éclosion et de fermeture de classe, ou d'école, les balises pour l'enseignement à distance devront être envoyées dans les 24 heures suivantes. Un nombre minimal d'heures d'enseignement à distance est fixé. Une flexibilité d'enseignement à distance peut être offerte pour les élèves de quatrième et cinquième secondaire afin d'offrir certains programmes spécialisés comme le sport-études ou arts-études . 
Selon les écoles, le dîner se fera dans les classes ou encore dans les cafétérias, avec plusieurs périodes afin de respecter la distanciation minimale de 1 mètre entre les élèves et le nombre maximal de 250 personnes dans un même lieu .
Il reste un certain flou pour les services de garde dans les écoles, où se rendent les enfants avant et après les heures normales, celles-ci correspondant rarement aux heures de travail des parents. En effet, le concept de groupe-classe est mis à mal à ces endroits, car les élèves de toutes les classes sont dans le même local et seront vraisemblablement en contact.
Le 17 août, le gouvernement annonce l'ajout de 20 millions de dollars pour l'ajout de services supplémentaires, ce qui permettra d'engager l'équivalent de 350 postes à temps plein . Un montant de 3,6 millions est aussi prévu pour lutter contre le décrochage scolaire , un sujet qui avait fait l'objet de remontrances de la part des partis d'opposition lors de l'annonce du 10 août . 
Le 28 août, le ministre de la Famille, Mathieu Lacombe indique que les CPE et les garderies resteront ouvertes même en cas de deuxième vague. En cas d'éclosion dans un service de garde, le personnel et les enfants auront priorité pour les tests de dépistage et pour l'accès au résultat du test .

##### Réception des mesures annoncées
Cette mise à jour est accueillie favorablement par la majorité des acteurs de l'éducation .
Le 23 août, des parents, des élèves et des enseignants manifestent devant les bureaux du ministre de l'Éducation à Montréal. Organisés par les Travailleuses et travailleurs progressistes de l’éducation (TTPE), ils protestent contre le plan de la rentrée scolaire, soulignant qu'il est inadéquat pour garantir la sécurité des élèves et du personnel. Ils revendiquent notamment la baisse du ratio enseignant-élève .
Le 24 août, 150 professionnels et scientifiques de la santé publient une lettre ouverte adressée à François Legault, dans laquelle ils soulignent que les mesures mises en place pour la rentrée sont insuffisantes. Ils exigent que la distance entre les élèves soit d'au moins un mètre, et que le port du couvre-visage dans les classes soit obligatoire. Horacio Arruda répond le lendemain que les mesures mises en place représentent un équilibre approprié entre le risque pour les élèves et le développement scolaire.
Le 26 août, Québec solidaire dans un point de presse à l'Assemblée nationale qualifie la rentrée scolaire de « bordel », indiquant que les règles n'étaient pas assez claires. Vincent Marissal reproche de plus au gouvernement d'avoir attendu pour agir alors qu'il était au courant qu'il y avait une pénurie d'enseignants. Le Parti libéral du Québec demande la mise en place d'alternatives pour l'enseignement à distance pour les parents qui ne seraient pas à l'aise d'envoyer leurs enfants à l'école.

#### Rentrée scolaire
Selon les écoles, la rentrée en classe des 200 000 élèves québécois a été chaotique ou bien organisée, selon l'établissement. L'endroit où les élèves doivent rentrer dans l'école et les parents ne portant pas de couvre-visage semblent notamment poser des problèmes.
Le 27 août, Justin Trudeau annonce que le gouvernement du Canada versera 2 milliards de dollars aux provinces pour la rentrée scolaire 2020, dont 432 millions pour le Québec. Cet argent devra servir à « adapter les milieux d'apprentissage ». Bien que l'éducation soit un champ de compétences du Québec, et que des provinces ont souligné qu'il s'agit là d'un empiétement du gouvernement fédéral, le gouvernement du Québec quant à lui s'est plutôt réjoui de cet ajout d'argent.
À partir du mois d'octobre, les écoles secondaires en zone rouge doivent obligatoirement porter le masque dans la cour et dans la classe. Les sports d'équipe sont suspendus, en milieu scolaire et en ligues. Les élèves de quatrième et cinquième secondaire se présentent à l'école un jour sur deux, et assistent à des cours à distance l'autre jour. À partir du 2 novembre, les élèves de 3e secondaire en zone rouge vont également à l'école un jour sur deux.

#### Activités parascolaires
Le 27 août, le ministre de l'Éducation Jean-François Roberge annonce l'interdiction de toutes les activités parascolaires, y compris les sports d'équipe. L'incohérence de cette mesure est critiquée par Enrico Ciccone, ex-hockeyeur et député libéral, de même que par l'ex-athlète et sénatrice Chantal Petitclerc, car il est possible de pratiquer les sports intérieurs depuis le 22 juin. Une manifestation contre cette interdiction a lieu à Québec, à laquelle s'ajoute une pétition récoltant plus de 50 000 signatures. Deux jours plus tard, le 29 août, le gouvernement Legault annonce qu'il sera possible d'effectuer des activités parascolaires à partir de la mi-septembre « si tout va bien ». Le 11 septembre, le ministre de l’Éducation, Jean-François Roberge, confirme que les activités parascolaires seront permises pour les groupes qui sont dans les paliers vert et jaune.

#### Congé des fêtes et retour en classe de janvier
Lors de son annonce du 19 novembre, dans lequel il annonce son « contrat moral », François Legault annonce des mesures pour le congé des fêtes dans le milieu scolaire. Les écoles seront fermées à partir du 17 décembre et devront offrir des cours à distance pour les quatre jours d'école retranchés. Les élèves du secondaire retourneront à l'école une semaine plus tard que prévu, le 11 janvier. Cette semaine devra se faire en enseignement à distance . Le port du masque est obligatoire pour les élèves du secondaire et les membres du personnel.

#### Semaine de relâche
Afin de permettre plus d'activités pour les familles lors de la semaine de relâche, le gouvernement du Québec annonce des assouplissements aux mesures en place. Dès le 26 février 2021, les cinémas du Québec pourront rouvrir, avec certaines mesures de distanciation et le port du masque. Le sport intérieur est permis pour deux personnes ou en bulle familiale. Il est également permis de faire des activités extérieures en groupe de huit personnes, alors que ce nombre était limité à quatre en zones rouges. Ces mesures continueront de s'appliquer après la fin de la semaine de relâche le 7 mars.

#### Résultats scolaires
À mi-étape de l'année scolaire, selon un sondage de la Fédération québécoise des directions d’établissement (FQDE) dans 30 de ses établissements scolaires, les résultats sont en baisses au niveau secondaire, le taux d'échec doublant dans presque toutes les matières. Habituellement autour de 10 %, le taux d'échec oscille autour de 20 % dans presque toutes les matières. Le niveau primaire est jusque-là épargné, avec des niveaux d'échec comparables aux années précédentes. Le Centre de services scolaire Marguerite-Bourgeoys (CSSMB) est une exception, son taux de réussite ayant augmenté pendant cette période. Cette réussite s'expliquerait par leur pratique d'enseignement des dernières années qui a été établi « en fonction des résultats de la recherche ».
Le 10 février, le ministre de l'éducation Jean-François Roberge indique que les résultats scolaires ont peu varié par rapport aux années précédentes. Les taux d'échecs sont plus élevés de quelques points en mathématiques, surtout chez les élèves de 3e et 4e secondaire. Cette conclusion est dressée à partir de bulletins de 84 000 élèves. Il annonce que de l'aide pédagogique sera disponible à l'été 2021. La pondération des deux sessions de l'année, au lieu des trois habituelles, est fixée à 35 % pour la première moitié, et 65 % pour la seconde (plutôt que 20 %, 20 % et 60 %). Les examens ministériels ne seront pas administrés pour cette année scolaire.

#### Fin de l'année scolaire
Alors que les bals de finissants ont été annulés pour l'année scolaire 2019-2020, des parents d'élèves de secondaire 5 font pression pour que ceux de l'année en cours soient permis.Le 9 juin, la santé publique indique que la tenue de bal de finissants sera permise à l'extérieur, mais seulement après le 8 juillet, afin de laisser la première dose de vaccin fasse effet. Cette date tardive après la dernière journée des classes soulève l'ire des étudiants, parents et directions d'école.

### Gestion des symptômes
Les symptômes de Covid-19 identifiés par la Santé publique  sont:
- fièvre (chez l’enfant : 38 °C (38 °C) et plus / température rectale) ;
- apparition ou aggravation d’une toux ;
- difficultés respiratoires ou perte soudaine de l’odorat, sans congestion nasale, avec ou sans perte de goût.

L'INSPQ, dans son « Guide pour la gestion des cas et des contacts de COVID-19 dans les services de garde et dans les établissements d’enseignement préscolaire, primaire et secondaire »  invite à une certaine souplesse face aux symptômes de la maladie, afin d'éviter les conséquences exagérées sur les parents. En effet, une interprétation stricte reviendrait à exclure les enfants pour une grande partie de la saison des infections respiratoires . Cette recommandation contraste grandement avec les conseils de l'hôpital Sainte-Justine, qui indique que « Toute la famille doit demeurer en isolement à la maison » dès l'apparition de symptômes de Covid-19 chez un enfant .
Le gouvernement met en ligne un outil d’autoévaluation des symptômes de la Covid-19 qui donne une recommandation sur la marche à suivre, selon la condition et les symptômes. Les enfants de 0 à 17 ans doivent rester à la maison pendant 24 heures dès l'apparition d'un symptôme, comme un écoulement nasal,. Ils peuvent retourner à l'école ou à la garderie le lendemain si aucun autre symptôme n'est apparu.

#### Liste des écoles touchées
Au 1er septembre, les chiffres concernant le nombre de personnes infectées à la Covid-19 dans le milieu scolaire ne sont pas disponibles, alors que des cas sont apparus dans les écoles québécoises. Certaines classes ont été mises en isolement, mais aucune école n'est fermée. Le ministère de la Santé a indiqué avoir l'intention de rendre ces données publiques, qu'elles seraient accessibles dès que possible.
Devant ce retard, un père de Montréal met sur pied un site web où les parents peuvent rapporter les cas de Covid-19 dans les établissements scolaires, et les affiche sur une carte web.
Une liste est rendue publique le 4 septembre et recense 47 établissements touchés sur les 3 100 établissements d’enseignement du réseau scolaire — excluant les cégeps et les universités. Une compilation du nombre de cas par région et par centre de services scolaire est disponible, mais le nombre de cas précis par établissement n'est pas répertorié, ce qui mécontente des représentants syndicaux qui accusent le gouvernement de minimiser la gravité de la situation.
Grandement critiquée et contenant de nombreuses erreurs, la liste est retirée du site internet du gouvernement le 10 septembre, le temps d'améliorer le processus de cueillette des données. Elle sera de retour en ligne le 29 septembre, annonçant des cas dans 512 établissements et la fermeture de 618 classes. À partir de cette date, les écoles ne présentant aucun cas rapporté avec diagnostic depuis 14 jours sont retirées de la liste.

### Ventilation
En 2012, le vérificateur général du Québec dépose un rapport soulignant les lacunes pour la ventilation des écoles. La majorité des écoles du Québec ne disposent pas d'un système central de ventilation
.
Des problèmes de ventilation dans les écoles du Québec pourraient contribuer à la propagation de la Covid-19. Dès septembre 2020, des experts recommandent de renforcer la ventilation dans les écoles et les résidences pour personnes âgées du Québec, notamment en favorisant l'ouverture des fenêtres, quitte à augmenter les coûts de chauffage, et l'installation de filtre à air portatif dans les classes et locaux 
.
Le taux de CO2 est utilisé pour mesure l'efficacité du renouvellement de l'air (le taux de CO2 mesuré n'est pas néfaste à la santé). Il est produit essentiellement par les personnes qui se trouvent dans les écoles, son accumulation à de hauts taux démontre un mauvais renouvellement de l'air, bien qu'un filtre puisse être installé et filtrer les particules, tout en laissant passer le CO2. 
En novembre 2020, le ministre de la Santé, Christian Dubé, reconnaît que la ventilation des écoles aurait dû être priorisée et préparée durant l'été précédant, bien que la Santé publique du Québec et son dirigeant, Horacio Arruda, n’aient fait aucune recommandation au gouvernement à ce sujet.
Un collectif nommé « COVID-STOP » effectue en secret des tests de la qualité de l'air dans 25 classes de Montréal et révèle que 75 % des classes testées ont un taux de CO2 dépassant le seuil jugé acceptable. Les partis d'opposition de Québec profitent de la sortie de ce groupe pour renouveler la demande au gouvernement de fournir des filtres à air portatif,. Le ministre de la Santé indique que ce sont les CHSLD qui sont priorisés dans l'étude de l'effet de la ventilation, plutôt que les écoles.
Avant le congé des fêtes, le ministre de l'Éducation Jean-François Roberge indique que seuls 3 % des classes ont un problème de ventilation, ce qui contraste avec la campagne de mesures qui indiquent que le tiers des 1 369 classes testées ont un problème. Un certain flou existe sur la méthodologie utilisée pour identifier ce que représente un seuil problématique.
En janvier 2021, une étude de l'INSPQ datée du 9 décembre 2020 confirme que les problèmes de ventilation dans les écoles peuvent contribuer à la propagation de la Covid-19 dans les écoles. La contamination aurait cependant lieu dans un rayon de 2 mètres, et en conséquence l'INPSQ ne recommande pas le déploiement de purificateurs d'air portatif. Au cours de l'année 2021, 400 échangeurs d'air ont été livrés dans les écoles du Québec, et 50 000 lecteurs de CO2 ont été installés.

### Année scolaire 2021-2022

#### Activités parascolaires
Le 11 août 2021, Jean-François Roberge annonce le retour des activités parascolaires au primaire et au secondaire. Au secondaire, pour « certaines activités [parascolaires] à haut risque », le passeport vaccinal sera requis.

#### Congé des fêtes et retour en classe de janvier
En fin décembre 2021, le Syndicat des employés professionnels considère que le gouvernement du Québec devrait exiger la fermeture des écoles tout en conservant des services disponibles seulement pour les enfants des travailleurs des services essentiels.
Le 20 décembre 2021, le gouvernement annonce la fermeture des écoles primaires et secondaires, et le retour en classe est repoussé d'une semaine au 10 janvier 2022. Le 30 décembre 2021, la date de rentrée en classe est repoussée d'une autre semaine, la reportant au 10 janvier. Les enseignants devront donner des cours à distance, comme lors des fermetures précédentes.

## Télévision
Télé-Québec propose, à partir du 13 avril, la programmation Télé-Québec en classe, friandises pour matière grise qui consiste en plusieurs émissions à destination des élèves du préscolaire, du primaire et du secondaire, qui sont en confinement depuis la fermeture des établissements scolaires.

## Enseignement supérieur

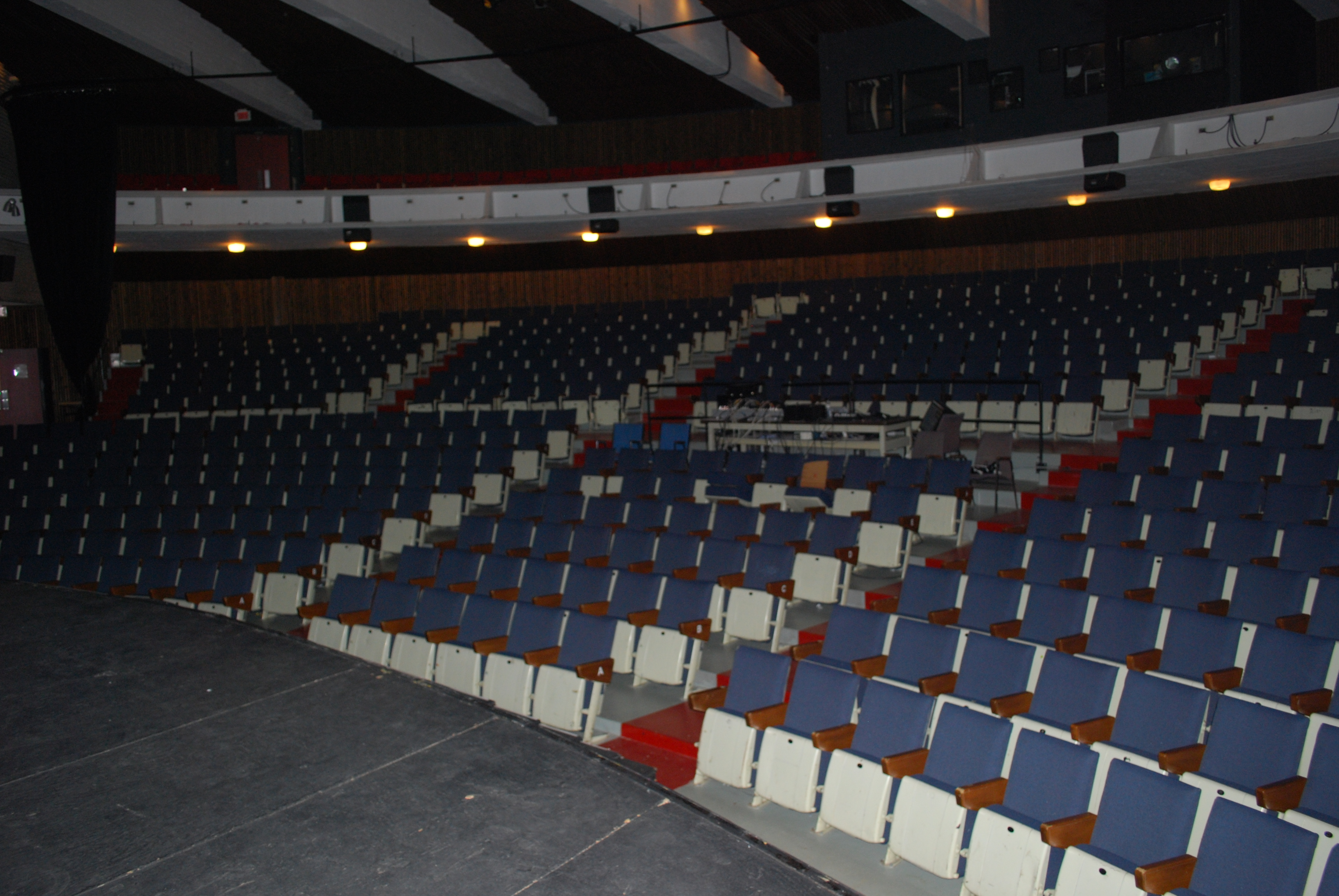
Les institutions misant sur l'enseignement en présence déplacent les classes dans des salles beaucoup plus grandes qu'à l'habitude, telle des salles de spectacles.

En dehors des consignes générales de la santé publique du Québec, il n'y a pas d'approche systématique pour l'ensemble des cégeps et universités du Québec quant à l'adaptation de l'enseignement à la réalité pandémique. Chaque institution développe ainsi des méthodes de fonctionnement qui leur sont propres. Ainsi, par exemple, pour la session d'automne 2020, le Cégep de Jonquière mise sur l'adaptation de l'enseignement afin que celui-ci se fasse le plus possible en présence physique. Pour ce faire, l'institution augmente la taille des groupes et réquisitionne des espaces physiques plus grands tels la salle François Brassard, la cafétéria et la bibliothèque du collège.
Quant à eux, l'Université du Québec à Chicoutimi et le Cégep de Chicoutimi prônent l'enseignement à distance en facilitant l'accès à du matériel informatique aux étudiants. Bien qu'ayant tenté de limiter celui-ci en début de session, l'enseignement à distance est prôné par la plupart des institutions d'enseignement de Montréal et Québec, alors que ces régions sont passées en zone rouge moins d'un mois après la rentrée.

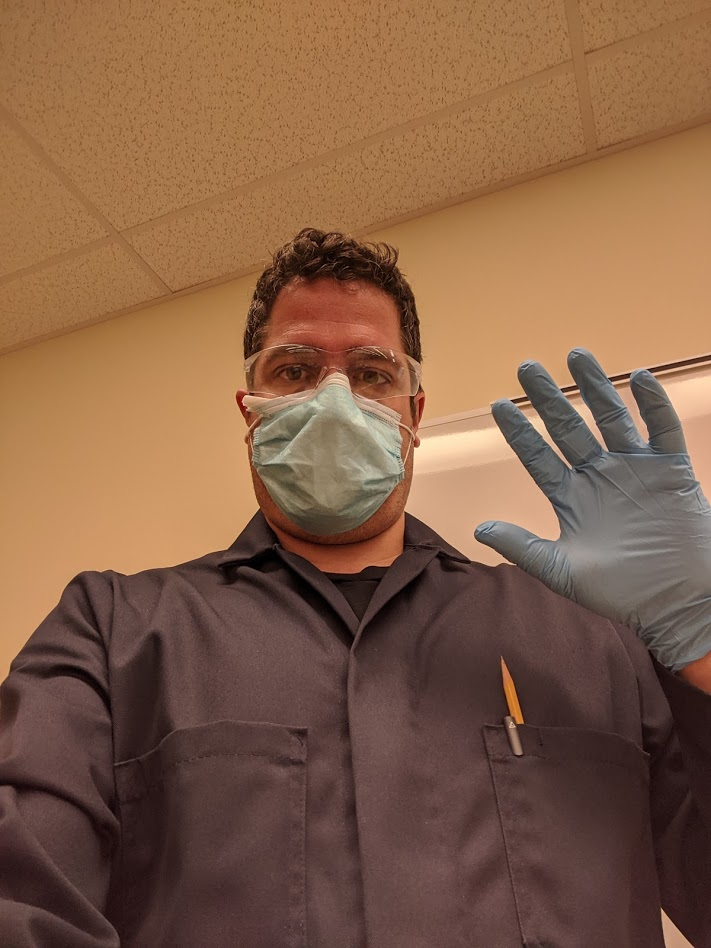
Équipement de protection pour un laboratoire de physique au cégep de Chicoutimi.

Les conditions d'enseignement peuvent également varier d'une discipline à l'autre. Ainsi, par exemple, l'enseignement de matière ne nécessitant pas de laboratoires, telles les mathématiques, la littérature ou la philosophie, peut se faire à peu près entièrement à distance, alors que les matières nécessitant des manipulations spécifiques, soit à peu près tous les cours techniques et scientifiques, nécessitent la présence physique des étudiants. Dans ces situations, l'adaptation de l'enseignement peut inclure l'utilisation d'équipements de protection sanitaire, l'individualisation des laboratoires ou la formation d'équipes stables d'une classe à l'autre.
L'un des principaux problèmes rencontrés concerne l'évaluation des acquis. En effet, l'absence de contrôle de l'environnement dans lequel les étudiants effectuent les évaluations entraîne des difficultés d'adaptation et une hausse marquée de la tricherie.

## Financement
Le 26 septembre, dans un communiqué de presse, le ministère de l'Éducation annonce un financement de 85 millions dans le milieu scolaire pour s'adapter à la Covid-19. 25 millions serviront à l'embauche d'employés, un autre 25 millions ira à l'amélioration de la formation à distance, 20 millions pour améliorer la ventilation et finalement 15 millions serviront au transport scolaire.